# ベリサーブ
株式会社ベリサーブ（英: VeriServe Corporation）は、東京都千代田区に本社を置くソフトウェアの品質保証およびテストを専門とする日本の企業。

## 概要
ハードウェアメーカーやソフトウェア開発会社向けに開発中の製品・システムの検証サービスが主力。
1983年5月にCSK（現・SCSK）の一部門として、外資系メーカーのソフトウェアテスト業務を受託したことが契機となり、2001年7月にCSKの子会社として設立された。創業者はIT検証産業協会名誉会長の浅井清孝。
社名の「VeriServe」は、「Verificaion」と「Validation」を提供する (Service) 企業であることに由来する。

## 事業内容
以下のようなコンサルティング、およびソリューションをサービス展開している。
コンサルティング
- ソフトウェアテストのアウトソーシング
  - ソフトウェアテストおよび品質保証の体制構築支援
  - ソフトウェアテストに関する戦略・計画の策定支援
  - ソフトウェアテスト設計工程管理支援

ソリューション
- ソフトウェアの第三者検証、テスターの業務請負・派遣
- テスト自動化導入支援
- テスト設計ツール開発・提供・導入支援
- テスト管理システム開発・提供・導入支援

## 製品・サービス
「テスト設計支援ツールTESTRUCTURE(テストラクチャー)」
- 最新版：1.4.0（2018年5月7日）
- 対応OS：Windows 7 Professional、Windows 8.1 Pro、Windows 10 Pro
- 対応言語：日本語
- ライセンス：プロプライエタリ

「テスト管理ツールQualityForward(クオリティフォワード)」
- 対応ブラウザ：Microsoft Internet Explorer 11Google Chrome
- 対応言語：日本語
- ライセンス：プロプライエタリ

## 沿革
出典：
- 1983年（昭和58年）5月 - 株式会社CSK（現・SCSK）の一部門として、外資系メーカーからソフトウェアのテスト業務を受託し、検証サービスを開始。
- 2000年（平成12年）7月 - 株式会社CSK検証サービス事業部設立。
- 2001年（平成13年）
  - 7月 - 資本金1億円にて株式会社ベリサーブを設立。
  - 8月 - 独立企業として各種検証サービスの提供を開始。
- 2002年（平成14年）
  - 5月 - 多角的人材活用の一環としてシニアテスター制度導入。
  - 6月 - セキュリティ分野の検証作業に進出。
- 2003年（平成15年）12月 - 東京証券取引所マザーズ市場へ上場。
- 2005年（平成17年）
  - 1月 - 大阪事業所を北浜に増床移転。
  - 9月 - 本社を西新宿三井ビルに増床移転。
- 2007年（平成19年）
  - 8月 - 名古屋事業所を愛知県刈谷市に移転し、中部事業部に改称。
  - 12月21日 - 東京証券取引所市場第一部に市場変更。
- 2008年（平成20年）10月 - サービス強化の為、中部事業所の営業機能を名古屋市中区に分離移転。中部事業所を刈谷事務所に改称。
- 2011年（平成23年）12月 - 沖縄の株式会社GIOTに出資。
- 2014年（平成26年）1月 - 中部事業所を名古屋市中区（伏見）に移転。
- 2016年（平成28年）
  - 2月 - 株式会社GIOTを完全子会社化。
  - 4月 - 株式会社GIOTを、株式会社ベリサーブ沖縄テストセンターに社名変更。
- 2018年（平成30年）
  - 2月 - 宇都宮テクニカルセンターを開設。
  - 4月 - 広島テクニカルセンターを開設。
- 2019年（平成31年）
  - 3月26日 - SCSK株式会社によるTOBが成立[5]。
  - 4月18日 - 東京証券取引所市場第一部上場廃止[6]。
  - 4月23日 - 株式売渡請求により、SCSK株式会社の100%子会社となる。
  - 11月18日 - 本社を東京都千代田区（神田三崎町）に移転。
- 2021年（令和3年）2月 - AIQVE ONE株式会社を合弁により子会社として設立

## 事業拠点
- 本社（東京都千代田区）
- 西日本事業所（大阪府大阪市中央区）
- 中部事業所（愛知県名古屋市中区）
- 刈谷事務所（愛知県刈谷市桜町）
- 沖縄テストセンター（沖縄県うるま市）
- 宇都宮テクニカルセンター（栃木県宇都宮市）
- 広島テクニカルセンター（広島県広島市南区）

## 関連企業
- SCSK株式会社 - ソフト・ハードウェア開発を行う住友商事グループのシステムインテグレーター。
- 株式会社ベリサーブ沖縄テストセンター - ソフトウェアテスト事業。